# 507
507 (DVII) var ett normalår som började en måndag i den julianska kalendern.

## Händelser

### Okänt datum
- Klodvig I besegrar västgoterna i slaget vid Vouillé (på de vokladiska fälten). Det frankiska väldet utvidgas.
- Arbetet med den saliska lagen (lex salica) påbörjas.

## Födda
- Wen av Västra Wei, kinesisk kejsare.
- Xiaozhuang av Norra Wei, kinesisk kejsare.

## Avlidna
- Alarik II, visigotisk kung från 484.
- Laurentius, motpåve 498–499 och 501–506.